# Myrcia excoriata
Myrcia excoriata là một loài thực vật có hoa trong Họ Đào kim nương. Loài này được Mart. mô tả khoa học đầu tiên năm 1837.